# Nová Ves (powiat Domažlice)
Nová Ves – wieś i gmina w Czechach, w powiecie Domažlice, w kraju pilzneńskim. Według danych z dnia 1 stycznia 2013 liczyła 142 mieszkańców.